# Грішна
«Грішна» (англ. The Sinner) — детективний трилер Тесс Геррітсен. Третя книга з серії романів про детектива Джейн Ріццолі та медичного експерта Мору Айлс (Rizzoli & Isles). Вперше опублікований 2003 року.

## Сюжет
Грудень. Пройшло декілька місяців з подій, які описані у попередній книзі. Медичний експерт Моура Айлз прибуває на місце злочину. Справу ведуть детектив Ріццолі та її напарник Баррі Фрост. Цього разу жертвами стали дві мешканки монастиря — послушниця Камілла, якій розтрощили голову, та монашка сестра Урсула, яку госпіталізували з важкими травмами голови.
Здійснивши аутопсію послушниці, доктор Айлз неочікувано для себе дізнається, що молода дівчина нещодавно народила дитину. Оскільки доступ до монастиря був обмеженим, підозра відразу ж впала на отця Брофі, який, зрештою, виявився невинним. Поліція знаходить тіло немовляти у замерзлому озері поблизу монастиря. Дитина народилася з вродженою вадою — аненцефалією, тому підозра, що послушниця вбила власне чадо відразу ж відпала. Згодом стає відомо, що дитина — наслідок інцесту. Протягом багатьох років Камілла ставала жертвою сексуального насилля з боку свого батька, через що й вирішила стати монахинею.
Доктора Моуру Айлз викликають на нове місце злочину, де слідство веде детектив Даррен Кроу. У покинутому ресторані знаходять тіло жінки індійського походження, яку спершу вбили вогнепальною зброєю, а потім відрізали руки, ступні та понівечили обличчя. Як згодом виявляється, посмертну ампутацію зробили для того, щоб приховати хворобу жертви — хворобу Гансена, що також відома як лепра та проказа. Тим часом, сестра Урсула приходить до тями, але через деякий час несподівано помирає. Доктор Айлз вважає це підозрілим та вирішує перевірити причину неочікувано смерті монахині.
Окрім основної сюжетної лінії, у книзі висвітлюється також й особисте життя головних героїнь. Моура поновляє стосунки з своїм колишнім чоловіком Віктором, а Джейн перебуває на восьмому тижні вагітності — результат її роману з Габріелем Діном, агентом ФБР.
До Бостона прибуває агент Габріель Дін, який пов'язує справу вбивства чоловіка, який нещодавно повернувся з Індії, з вбивством жінки індійського походження, яка страждала на хворобу Гансена. Їх обох вбили з одної і тої ж зброї. Ба більше, розслідування показало, що сестра Урсула була знайома з обома цими жертвами. Декілька місяців тому вона повернулася з місіонерської місії в Індію, де працювала у селищі з лепрозними мешканцями. За звітом місцевої індійської поліції, усі мешканці цього селища стали жертвами вбивства на релігійному ґрунті. Сестрі Урсулі вдалося врятуватися, позаяк саме у ніч нападу вона перебувала поза межами селища. Опираючись на всі наявні факти, детективи роблять висновок, що справжньою метою вбивці була сестра Урсула, а послушниця Камілла стала випадковою перепоною на його шляху.
Насправді ж причиною смерті усього селища стала хмара смертоносного газу, яку випустила фабрика пестицидів, що розташовувалася неподалік. Фірма вирішила замести сліди та інсценізувати знищення цілого селища. Доктор Саткліф наказав спалити усіх мешканців (100 осіб) на вогнищі, попри те, що декого з них можна було б ще врятувати. Після деякого часу, він вирушив до США, щоб знищити усі свідків цього злочину, серед яких була й сестра Урсула, мовчання якої вдалося підкупити за допомогою грошової пожертви монастирю.
Закінчується ж книга весіллям Джейн та Габріеля.

## Переклад українською
- Тесс Ґеррітсен. Хірург: роман. Переклад з англійської: Олена Оксенич. Харків: КСД, 2019. 336 стор. ISBN 978-617-12-6847-0